# Бенькі-Каркути
Бенькі-Каркути (пол. Bieńki-Karkuty) — село в Польщі, у гміні Сонськ Цехановського повіту Мазовецького воєводства.
Населення — 166 осіб (2011).
У 1975-1998 роках село належало до Цехановського воєводства.

## Демографія
Демографічна структура станом на 31 березня 2011 року:
|          | Загалом | Допрацездатний вік | Працездатний вік | Постпрацездатний вік |
| -------- | ------- | ------------------ | ---------------- | -------------------- |
| Чоловіки | 79      | 15                 | 55               | 9                    |
| Жінки    | 87      | 13                 | 56               | 18                   |
| Разом    | 166     | 28                 | 111              | 27                   |